# Franz Beckerlee
Franz Beckerlee (* 15. August 1942) ist ein dänischer Musiker, der zunächst als Saxophonist im Bereich des Free Jazz tätig war, bevor er als Gitarrist mit der Rockband Gasolin’ sehr erfolgreich wurde. Auch wirkt er als Bildender Künstler.
Beckerlee begann mit zwölf Jahren, Altsaxophon zu spielen. Zu Beginn der 1960er Jahre spielte er mit Hugh Steinmetz und dem Bassisten Steffen Andersen Kompositionen von Ornette Coleman; seit 1964 spielte die Band auch eigene Kompositionen. Mit dem Schlagzeuger Sunny Murray nahmen sie als The Contemporary Jazz Quartet auf. Sie traten ab 1965 mit Schlagzeuger Bo Thrige Andersen auf. Gemeinsam mit dem Saxophonisten und Keyboarder Niels Harrit bildeten sie dann das Contemporary Jazz Quintet und nahmen 1968 ein Album auf, auf dem sich Beckerlee auf elektrisch verstärktem Instrument der Ästhetik von Peter Brötzmann annäherte.
1969 wechselte er, beeinflusst von Jimi Hendrix, auf die Gitarre und gründete die Rockband Gasolin’, die in Dänemark sehr populär wurde. Ende der 1970er verließ er die Band, die acht Studioalben einspielte, um als Solist aufzutreten (Album No Kiddin’ 1979) und mit Wild Honey sowie der Christianshavns Bluesband zu spielen. Weiterhin absolvierte er eine Ausbildung zum Bildhauer. Seit 1998 ist er an Ausstellungen beteiligt, seit 2002 hatte er mehrere Einzelausstellungen.